# 관료전
관료전(官僚田)은 남북국 시대에 신라에서 관료들에게 지급한 토지로서, 직전(職田)이라고도 한다. 
신라에서는 처음 관료에게 녹읍(祿邑)을 지급하다가, 687년(신문왕 7년) 종전의 제도를 고쳐 녹읍 대신 관료전을 지급하기로 했다. 그리하여 689년(신문왕 9년), 녹읍제를 혁파하고 관료전과 병행하여 녹봉을 지출한 것 같다. 그러나 이 관료전 제도는 관료 체제의 확립에 불만을 가지고 있던 귀족들과 관료화된 족장 세력의 반발로 약 70년 동안 시행되다가 폐기되고 녹읍제가 실시되었다.

## 같이 보기
- 직전 (조선)